# Тиенгун
Тиенгун (на китайски: 天宫, буквално „Небесен дворец“) е космическа програма на Народна република Китай с цел създаване на орбитална станция от трето поколение сходна с Мир. Програмата започва през 1992 година с кодово име Проект 921-2. Целта на Китай е до 2020 година да разполага с обитаем орбитален комплекс.

## Тестови станции
За построяването на станцията Китай планира предварително да изстреля три отделни тестови станции или фази, за да тества отделни компоненти и процедури.

### Тиенгун 1
Първата фаза представлява изстрелване и тестване на „цел за скачване“ – министанция Тиенгун 1, която се използва за тестване на основни системи и скачване. Тиенгун 1 е успешно изстрелян през 2011 година, а първото скачване със станцията в непилотиран режим е извършено малко по-късно същата година с Шънджоу 8. През 2012 година на станцията пристига първия екипаж – Шънджоу 9, който остава на станцията в продължение на 10 дни. Шънджоу 10 също трябва да достави екипаж на Тиенгун 1 в края на 2012 или началото на 2013 година.

### Тиенгун 2
Втората фаза предвижда изстрелване на „космическа лаборатория“ Тиенгун 2. Предвижда се да бъде инжектирана в орбита през 2013 година, след което да бъде посетена от Шънджоу 11 и евентуално от други експедиции.
Конфигурацията и параметрите на станцията е следната:
- Екипаж: 3 души с провизии за 20 дни
- Дължина: 14,4 m
- Максимален диаметър: 4,2m
- Mass: 20 000 kg
- Два отсека за скачване

### Тиенгун 3
Тиенгун 3, китайската космическа лаборатория, ще бъде изстреляна около 2015 година.

## Голяма орбитална станция
След завършване на тестовете, Китай планира да обедини Тиенгун 2 и Тиенгун 3 в орбитална станция, подобна на Мир със следната структура:
- Базов кабинен модул – базиран на Тиенгун 3 и аналогичен на базовия блок на Мир с дължина 18,1 метра, диаметър 4,2 метра и маса 20 до 22 тона.
- Лабораторен кабинен модул I – базиран на Тиенгун 2 с дължина 14,4 метра, диаметър 4,2 метра и маса 20 до 22 тона.
- Лабораторен кабинен модул II – идентично копие на Лабораторен кабинен модул I.
- Шънджоу – космически кораб за транспорт на екипажа.
- Товарен безпилотен кораб, базиран на Тиенгун 1 с диаметър 3,35 метра и брутна маса 13 тона за доставяне на провизии и експерименти на станцията.

Предвижда се станцията да бъде построена между 2020 и 2022 година и да бъде използвана за период от поне 10 години.